# فرودگاه آلبانی (استرالیا)
فرودگاه آلبانی (به انگلیسی: Albany Airport) (به زبان بومی: Harry Riggs Albany Regional Airport) یک فرودگاه همگانی با کد یاتا ALH است که یک باند فرود آسفالت دارد و طول باند آن ۱۸۰۰ متر است. این فرودگاه در کشور استرالیا قرار دارد و در ارتفاع ۷۱ متری از سطح دریا واقع شده‌است.

## شرکت‌های هواپیمایی و مقصدهای پروازی

### مسافری
| شرکت‌های هواپیمایی       | مقصدهای پروازی |
| ----------------------- | -------------- |
| رجیونال اکسپرس ایرلاینز | پرث            |